# Motonàutica als Jocs Olímpics d'estiu de 1908 - Classe B
La Classe B (fins a 60 peus) va ser una de les tres competicions del programa de motonàutica que es disputaren als Jocs Olímpics de Londres de 1908.
La classe B es va disputar el primer dia de competició, el 28 d'agost, després de la frustrada cursa de la Classe A. Només hi van prendre part dos vaixells, el Quicksilver i el Gyrinus. El Quicksilver es va veure obligat a abandonar per l'aigua que li entrava pels costats. Per contra, el Gyrinus, una petita embarcació va ser capaç de finalitzar la cursa i la seva tripulació es proclamà el primers campions olímpics de motonàutica.

## Resultats
| Posició | Embarcació  | Tripulació                                                            | País       | Temps        |
| ------- | ----------- | --------------------------------------------------------------------- | ---------- | ------------ |
| Or      | Gyrinus     | John Field-Richards Bernard Boverton Redwood Isaac Thomas Thornycroft | Regne Unit | Desconegut   |
| –       | Quicksilver | John Marshall Gorham                                                  | Regne Unit | No finalitza |